# Trichoplusia orichalcea
Espèce
Synonymes
- Noctua orichalcea
- Noctua aurifera Hübner, 1813
- Noctua chrysitina (Martyn, 1797)

Trichoplusia orichalcea est une espèce de papillons nocturnes de la famille des Noctuidae. Il se rencontre en Afrique, dans le Sud de l'Europe, en Asie subtropicale, en Australie et en Nouvelle-Zélande.
Ses larves se nourrissent de Geraniaceae (Geranium), Asteraceae (Lactuca sativa) et Scrophulariaceae.